# Cult (cultuur)
De term cult wordt meestal in verband gebracht met een kleine, maar bijzonder actieve subcultuur van mensen die fan zijn van een bepaalde artistieke uiting, dikwijls gesitueerd binnen de popcultuur. Voorbeelden zijn te vinden in de literatuur, beroemdheden, films (derhalve dus cultfilms) en muziek. De aanhang van cultfilms en televisieseries komt meestal voort uit bepaalde genres, waarbij fantasy, humor, sciencefiction en horror de voornaamste voorbeelden zijn. Ook rond kleurrijke figuren kan een cultaanhang ontstaan, zodat ze legendarisch worden, meestal wanneer ze jong gestorven zijn.
Het woord cult is ontleend aan het Engels, en is eigenlijk een afkorting van cultus.

## Cultfans
Cultfans kunnen hun enthousiasme voor het onderwerp met elkaar delen door het geven van samenkomsten als conferenties, of via het internet door middel van chatrooms, websites en fora.
Meestal heeft een 'cult' slechts een betrekkelijk kleine schare fans en is het bij het grote publiek niet zo geliefd. Dit kan zijn omdat de cult zich in de underground bevindt en hierdoor vrij onbekend blijft in de media. Of omdat het sowieso te excentriek, bizar, controversieel of anti-establishment is om door de meerderheid van het publiek te worden geapprecieerd. Een uitzondering hierop zijn bijvoorbeeld de fans van de sciencefictionserie Star Trek. Hoewel de zogenaamde trekkies fan zijn van een erg populaire televisieserie, worden zij meestal toch als cultfans gezien vanwege de intense loyaliteit aan de franchise.
Bij veel cultfans is vaak sprake van een zekere ironie bij het fan-zijn. Hierbij kan de grens dan worden overschreden naar camp. Zo worden de films van Ed Wood bijvoorbeeld als cultfilms gezien, ook al zijn ze kwalitatief erg amateuristisch gemaakt. De fans vinden deze films namelijk "zo slecht dat het weer goed wordt" en dus is er al meer sprake van camp. Hetzelfde fenomeen geldt voor zaken die vanwege jeugdsentiment worden verheerlijkt.

## Cult en mainstream
Sommige cultfenomenen kunnen uitgroeien tot een mainstreamfenomeen. Fans van het eerste uur haken hierbij weleens af omdat het fenomeen dat zij bewonderden ineens "te populair" is geworden. Een voorbeeld is de rockgroep Nirvana, die eind jaren 80 een cultgroep was, maar na de doorbraak van hun album Nevermind (1991) in één klap wereldberoemd en succesvol werd bij een groot publiek. Sommige oudere fans vonden dat de groep "te commercieel" was geworden, alhoewel Nirvana gewoon meer fans dan voorheen had gekregen. Vanaf dat moment was de groep dan ook geen cultgroep meer. Een ander voorbeeld is Napalm Death. Toen ook zij een wat groter publiek wisten te bereiken keerde een gedeelte van de kleine groep fans van het eerste uur hen de rug toe. 
Het verschil tussen 'cult' en 'mainstream' is soms moeilijk te maken. Hoewel er wereldwijd gedweept wordt met fenomenen als Star Wars, Batman of Harry Potter, worden die niet als cult gezien, omdat ze allemaal op een miljoenenpubliek mikten en hen dit ook gelukt is. De films van Quentin Tarantino bevinden zich dan weer op het grensgebied. Het zijn alternatieve films die nog altijd als cultfilms worden bestempeld, terwijl ze wel een groot publiek bereiken. The Beatles en The Simpsons waren oorspronkelijk subversieve cultfenomenen die een groot aantal liefhebbers hadden, maar ook veel tegenstanders. Inmiddels zijn beide zaken wereldwijd uitgegroeid tot een exponent van de mainstream. Ook opmerkelijk zijn cultzaken die uitgroeien tot een internationaal beroemd en gewaardeerd verschijnsel, maar ondanks hun grote aantal fans nog steeds hun cultstatus weten te behouden omdat ze slechts een beperkt aantal mensen aanspreken. Een voorbeeld hiervan is Monty Python.

## Ontstaan van een cult

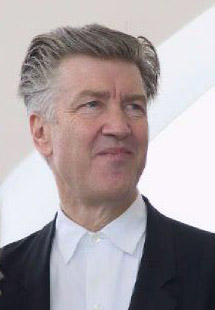
Filmregisseur David Lynch heeft een grote cult-aanhang

Sommige cultzaken worden enkel populair binnen een bepaalde subcultuur. De film Woodstock is bijvoorbeeld uitsluitend geliefd bij liefhebbers van de hippiecultuur. Andere zaken worden door een grote groep mensen gewaardeerd, zij het om verschillende redenen. Zo is A Clockwork Orange erg populair in het punkmilieu, maar ook bij skinheads. Ook mainstreamzaken kunnen binnen een nieuwe context door bepaalde mensen als cult ervaren worden. The Wizard of Oz, een film die bij miljoenen mensen erg populair is, is bijvoorbeeld ook geliefd in het homomilieu maar om andere redenen. Reefer Madness was oorspronkelijk bedoeld als een propagandafilm over de gevaren van marihuana, maar miste zijn effect. Thans is het een cultfilm die vanwege de belachelijk overkomende plot vaak stoned wordt bekeken.
Soms kan ook wat in het ene land mainstream is, elders een cultopvolging krijgen. Zo maken anime, manga, kungfufilms en kaiju in Japan deel uit van de mainstream, maar elders in de wereld blijft het slechts populair onder groepjes fanatieke aanhangers. Doctor Who is in Groot-Brittannië een primetime-tv-show, maar in de VS een cultserie.
Andersom zijn er binnen fancultussen op zich ook nog verder opsplitsingen. De Sex Pistols, die door de mainstream nog steeds als subversief worden gezien, behoren binnen de punkstroming zelf juist tot de mainstream. Hetzelfde verhaal geldt voor Metallica en Black Sabbath binnen het metalgenre. Bepaalde fans van Monty Python dwepen méér met de televisieserie dan met de afgeleide films, omdat de televisieserie véél minder toegankelijk is en dus enkel door de échte fans geapprecieerd wordt.
Het kan soms enkele jaren duren voor bepaalde zaken een cultus krijgen. Captain Beefhearts album Trout Mask Replica, Jim Carreys film The Cable Guy en de televisieserie Star Trek kenden aanvankelijk weinig succes, maar kregen na verloop van jaren toch een aanzienlijke kleine fanbasis. In sommige gevallen is die cultstatus onverwacht, zoals de Disneyfilm Fantasia die in 1940 bij zijn première flopte, maar sinds de jaren 60 geherwaardeerd wordt door fans van psychedelica. Andere zaken mikken al van bij hun release op een cultpubliek, zoals de anarchistische televisieserie The Young Ones of de hippe drugsfilm Fear and Loathing in Las Vegas.

## Cultheld
Een cultheld (definitie) is “iemand die zeer wordt bewonderd door een klein publiek, ondanks relatief weinig succes”.
Deze definitie is vaak niet toereikend, omdat veel ‘culthelden’ wel degelijk succesvol zijn (geweest).
Culthelden vallen op tussen hun vakgenoten door hun opmerkelijke uiterlijk, gedrag, uitspraken en/of andere zaken die men niet verwacht van iemand in dat vakgebied. Of zijn tegen alle verwachtingen in tòch succesvol. Een exotische afkomst en/of –accent kan ook bijdragen. Het noemen van hun naam is al voldoende voor een directe herkenning en een heel klein beetje nostalgie.